# Ердешмарок
Ердешмарок (мађ. Erdősmárok), до 1950. Пишпекмарок (мађ. Püspökmárok) је село у Мађарској, у јужном делу државе. Село управо припада Мохачком срезу Барањске жупаније, са седиштем у Печују.

## Природне одлике
Насеље Ердешмарок налази у јужном делу Мађарске. Најближи већи град је Мохач.
Историјски гледано, село припада мађарском делу Барање. Подручје око насеља је бреговито, приближне надморске висине око 140 м. Оно северозападно прелази у планину Мечек, док се југоисточно спушта до Дунава.

## Становништво
Према подацима из 2013. године Ердешмарок је имао 90 становника. Последњих година број становника опада.
Претежно становништво у насељу чине Мађари римокатоличке вероисповести.

### Попис1910.
| Ердешмарок | Ердешмарок |
| --- | --- |
| језик | вера |
| <div style="border:solid transparent;position:absolute;width:100px;line-height:0; укупно: 597 Немачки 390 (65,32%) Хрватски 129 (21,60%) Мађарски 74 (12,39%) Српски 4 (0,67%) - (-%) | укупно: 597 Римокатолици 581 (97,31%) Јевреји 5 (0,83%) Калвинисти 4 (0,67%) Православци 4 (0,67%) Лутерани 3 (0,50%) |